# 科马罗夫环形山
科马罗夫环形山（Komarov）是月球背面北半部位于莫斯科海东南边沿的一座古老大撞击坑，约形成于39.2-38.5亿年前的酒海纪，其名称取自前苏联首位航天遇难的宇航员弗拉基米尔·米哈伊洛维奇·科马罗夫(1927年-1967年)，1970年被国际天文学联合会批准接受。

## 描述

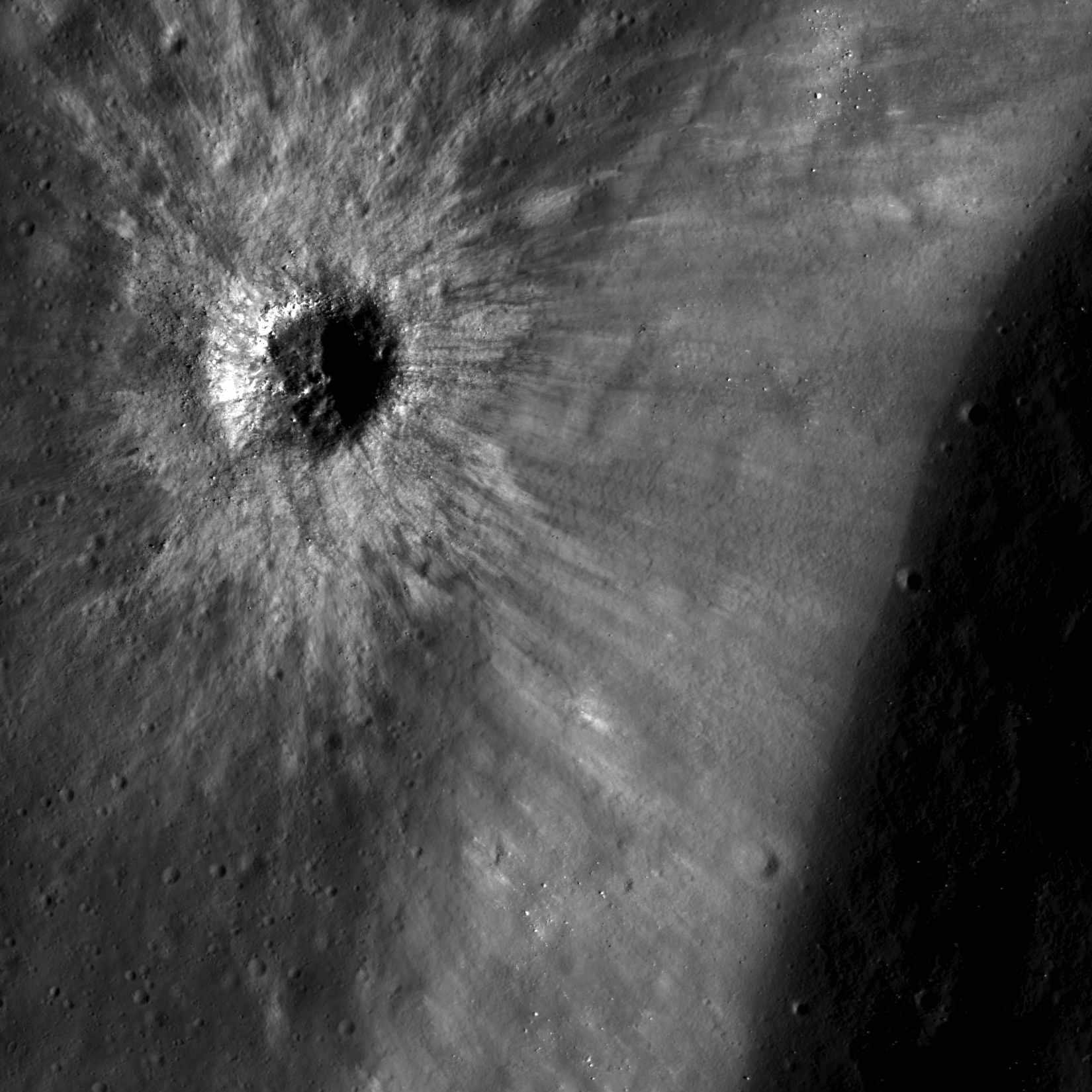
科马罗夫环形山坑壁上的新陨坑。月球勘测轨道飞行器拍摄，图像宽度2.5公里。

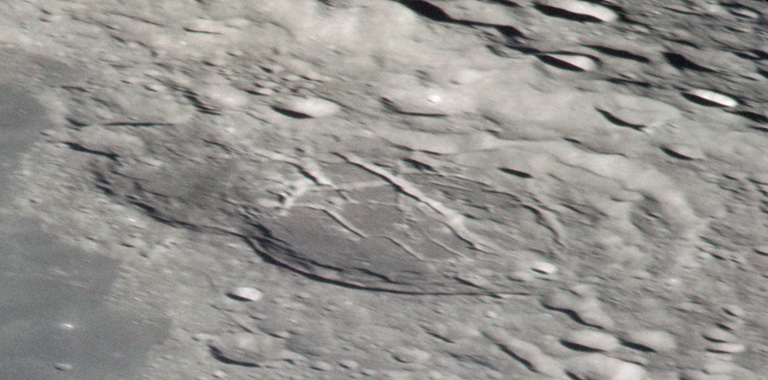
阿波罗13号拍摄的斜视图

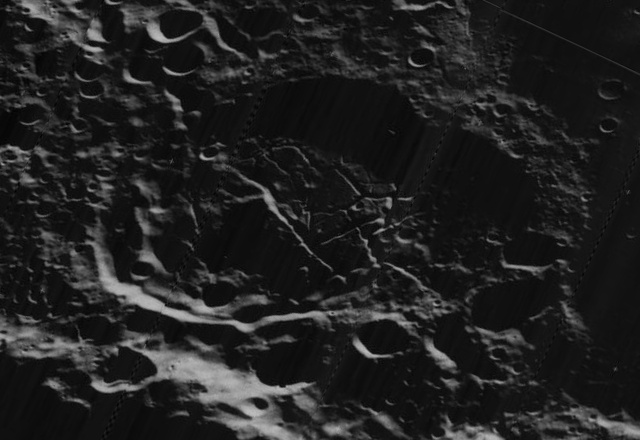
月球轨道器5号拍摄的斜视图

该陨坑西北毗邻捷列什科娃陨石坑、北面靠近季托夫陨石坑、季霍米罗夫环形山位于它的东侧、东南及东南偏南分别坐落了康斯坦丁诺夫环形山和长冈陨石坑、而西南偏南及西南偏西分别横亘着列昂诺夫陨石坑和别利亚耶夫环形山，科马罗夫环形山的西北则濒临莫斯科海。该陨坑中心月面坐标为24°35′N 152°15′E / 24.59°N 152.25°E，直径80.4公里，深度约2.8公里。
科马罗夫环形山是一座不规则的重合坑(其中一座可能在科马罗夫环形山出现前就已存在)，北侧边缘明显凸入至月海中，整体外观呈梨形状。陨坑坑壁已磨损变平，其中南侧壁几乎已完全消失，东侧壁延伸着一道弯曲的裂缝，而西北侧宽阔的外侧壁一直向下延伸到莫斯科海。坑壁平均高出周边地形1340米，内部容积约有5600公里3。碗状的坑底已被熔岩流重塑，其中西部三分之一地表已完全淹没。熔岩的凝固收缩导致了地堑的出现，使坑底表面就像干涸开裂的河床般布满了一系列大致呈南北走向的月沟。

## 另请参阅
- Andersson, L. E.; Whitaker, E. A. . NASA RP-1097. 1982.
- Blue, Jennifer. . USGS. July 25, 2007  [2007-08-05]. （原始内容存档于2012-04-08）.
- Bussey, B.; Spudis, P. . New York: Cambridge University Press. 2004. ISBN 978-0-521-81528-4.
- Cocks, Elijah E.; Cocks, Josiah C. . Tudor Publishers. 1995. ISBN 978-0-936389-27-1.
- McDowell, Jonathan. . Jonathan's Space Report. July 15, 2007  [2007-10-24]. （原始内容存档于2012-05-26）.
- Menzel, D. H.; Minnaert, M.; Levin, B.; Dollfus, A.; Bell, B. . Space Science Reviews. 1971, 12 (2): 136–186. Bibcode:1971SSRv...12..136M. doi:10.1007/BF00171763.
- Moore, Patrick. . Sterling Publishing Co. 2001. ISBN 978-0-304-35469-6.
- Price, Fred W. . Cambridge University Press. 1988. ISBN 978-0-521-33500-3.
- Rükl, Antonín. . Kalmbach Books. 1990. ISBN 978-0-913135-17-4.
- Webb, Rev. T. W.  6th revised. Dover. 1962. ISBN 978-0-486-20917-3.
- Whitaker, Ewen A. . Cambridge University Press. 1999. ISBN 978-0-521-62248-6.
- Wlasuk, Peter T. . Springer. 2000. ISBN 978-1-85233-193-1.